# Богородичный Щегловский монастырь
Богородичный Пантелеимонов Щегловский монастырь — мужской монастырь Тульской епархии Русской православной церкви, расположенный в Туле, единственный в России назван в честь иконы Пресвятой Богородицы «Млекопитательница».

## История
В начале XIX века на восточной окраине Тулы в Щегловской засеке построили архиерейский дом. В 1859 году, на средства московского купца Василия Ивановича Макарухина, возле архиерейского дома начали возводить здания будущего монастыря. Строителем храма был иеромонах Никандр, проектировщиком — Александр Гавриилович Бочарников, архитектор Императорской Академии Художеств, а строительными работами руководил его отец, Гавриил Васильевич Бочарников.
20 мая 1860 года был заложен Соборный храм в честь иконы Божией Матери «Млекопитательница», который был освящен 8 сентября 1864 года. Построенный храм был двухэтажным, не отапливаемым, и имел по три престола на каждом этаже. В это же время началось строительство колокольни над въездными воротами, трёх жилых корпусов, стен и угловых башен, а также покоев настоятеля с домовой церковью в честь Успения Божией Матери.

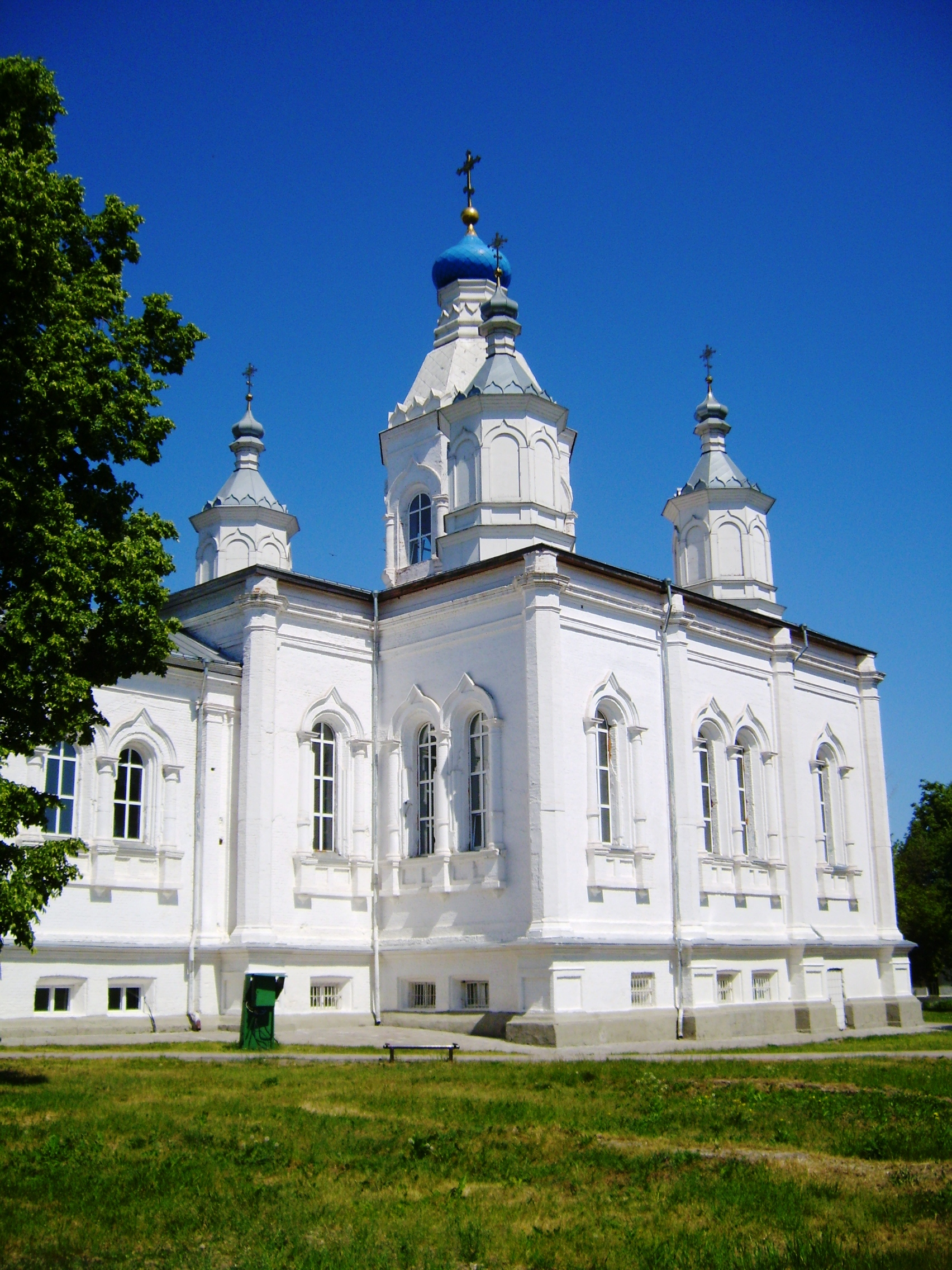
Соборный храм

К 1864 году все сооружения монастыря были построены и Тульское городское общество обратилось с ходатайством к Тульской и Белёвской епархии и Святейшему Синоду об учреждении монастыря. Однако в связи с финансовыми разногласиями ходатайство было отложено более чем на год. В 1867 году было получено разрешение на открытие монастыря, которое приурочили к чудесному избавлению императора от грозившего ему покушения в апреле 1866 года. 30 сентября 1868 года монастырь был утверждён.
В 1866 году руководитель строительных работ монастыря Александр Гавриилович Бочарников постригся в монахи с именем Герман. Вскоре он совершил паломничество на Афон, откуда привёз часть Древа Животворящего Креста Господня, часть Камня Гроба Господня, частицы мощей целителя Пантелеймона и мучеников Евфимия, Игнатия и Акакия.
В 1880 году основатель монастыря Василий Иванович Макарухин переселился в монастырь. В 1884 году при монастыре была построена гостиница, хлебопекарня и трапезная. 24 мая 1886 года состоялась закладка второго, отапливаемого храма монастыря в честь Никандра Пустынножителя Псковского. 24 сентября 1889 года храм, с пределами князя Владимира и целителя Пантелеимона, был освящён. В 1890 году скончался основатель монастыря Василий Иванович Макарухин, который за несколько дней до смерти стал монахом-схимником, приняв имя Варсонофий. Он был погребён в левом пределе Соборного храма. В 1894 году руководством монастыря занялся его племянник Н. Ф. Мусатов. Вплоть до своей смерти в 1915 году он тщательно занимался благоустройством монастыря. Им были построены Александровская школа для бедных детей и монастырская больница. К началу XX века во владениях монастыря было 117 гектаров земли, два пруда, пасека, конюшни, скотный двор и огород.
В 1921 году монастырь был упразднён. Монахи были разогнаны, а все владения храма национализированы. Монастырская утварь и иконы были вывезены и со временем многие из них были утеряны.
2 ноября 1990 года территория и все здания монастыря были возвращены православной церкви и 18 июля 1991 года состоялось открытие монастыря.

## Объекты монастыря
- Центральный монастырский собор. Верхний храм освящен в честь иконы Божией Матери «Млекопитательница». Нижний храм — в честь св. вмч. и целителя Пантелеимона.
- Храм в честь св. преп. Никандра, Псковского чудотворца.
- Успенский домовый храм в корпусе наместника монастыря.
- Дом-келья преп. Варсонофия Щегловского. Сейчас в здании находится воскресная школа, Тульский Епархиальный паломнический центр, библиотека и канцелярия обители.